# 高瀬村 (群馬県)
高瀬村（たかせむら）は群馬県の南西部、甘楽郡に属していた町。現在の富岡市南部の高瀬地区に相当する。

## 地理
村の北部を鏑川が流れる。

## 歴史
- 1889年（明治22年）4月1日 - 町村制施行により、周辺3村（高瀬村、大島村、内匠村）が合併し北甘楽郡高瀬村が成立する。
- 1950年（昭和25年）4月1日 - 北甘楽郡が甘楽郡と改称する。
- 1954年（昭和29年）4月1日 - 黒岩村、一ノ宮町、額部村、小野村とともに富岡町へ編入、即日市制施行し富岡市となる。

## 村長
- 清水永三郎

## 交通

### 道路
- 上信越自動車道 富岡IC
- 群馬県道46号富岡神流線